# Carajìa
Carajia o Karijia è un sito archeologico nella valle di Utcubamba, che si trova 48 km a nord est della città di Chachapoyas, Perù nella provincia di Luya, regione di Amazonas, dove otto mummie Chachapoyas sono state scoperte sulla scogliera sovrastante. I residenti locali le chiamano "antichi uomini saggi".

## Descrizione
I sette (in origine otto) sarcofagi in piedi raggiungono fino a 2,5 metri di altezza e sono fatti di argilla, legno ed erbe, con le linee del viso esagerate. La loro posizione inaccessibile sopra una gola del fiume le ha preservate dalla distruzione dai saccheggiatori. Tuttavia, un terremoto ne ha rovesciata una delle otto originali nel 1928. Sono state datate al radiocarbonio al XV secolo, in coincidenza con la conquista Inca del Chachapoya negli anni 1470. 
I sarcofagi sono di un tipo particolare, chiamato purunmachus. La struttura è dipinta di bianco e i dettagli del corpo sono colorati in giallo ocra e due pigmenti rossi. I purunmachus di Carajia sono unici a causa dei teschi umani che si trovano in cima alle loro teste d'argilla.